# 伏波礁
伏波礁位于中国南沙群岛中部，鬼喊礁南偏西约18海里。1935年中华民国水陆地图审查委员会公布的名称为“干机斯滩”，1947年中华民国内政部方域司公布的名称和1983年中国地名委员会公布的标准名称均为“伏波礁”。西方文献一般称为“Ganges South Reef”。